# Bohdan Andrzejewski
Bohdan Andrzejewski (* 15. Januar 1942 in Kielce) ist ein ehemaliger polnischer Degenfechter.

## Erfolge
Bohdan Andrzejewski wurde zunächst 1963 in Danzig mit der Mannschaft Weltmeister, ehe er diesen Titel 1969 in Havanna auch im Einzel gewann. Dreimal nahm er an Olympischen Spielen teil: 1964 belegte er in Tokio mit der Mannschaft Rang fünf. Bei den Olympischen Spielen 1968 in Mexiko-Stadt erreichte er mit der polnischen Equipe das Gefecht um den dritten Platz, in dem Deutschland mit 9:6 besiegt wurde. Gemeinsam mit Henryk Nielaba, Kazimierz Barburski, Bohdan Gonsior und Michał Butkiewicz erhielt Andrzejewski  somit die Bronzemedaille. Die Einzelkonkurrenz schloss er auf dem 17. Rang ab. 1972 wurde er in München im Mannschaftswettbewerb Sechster.
Andrzejewski gewann 1968 und 1971 die polnische Meisterschaft mit dem Degen. Insgesamt 13 Titel sicherte er sich mit dem Degen im Mannschaftswettbewerb. sowie einen Mannschaftstitel mit dem Florett. Er focht für Legia Warschau.